# انتقال ديمقراطي

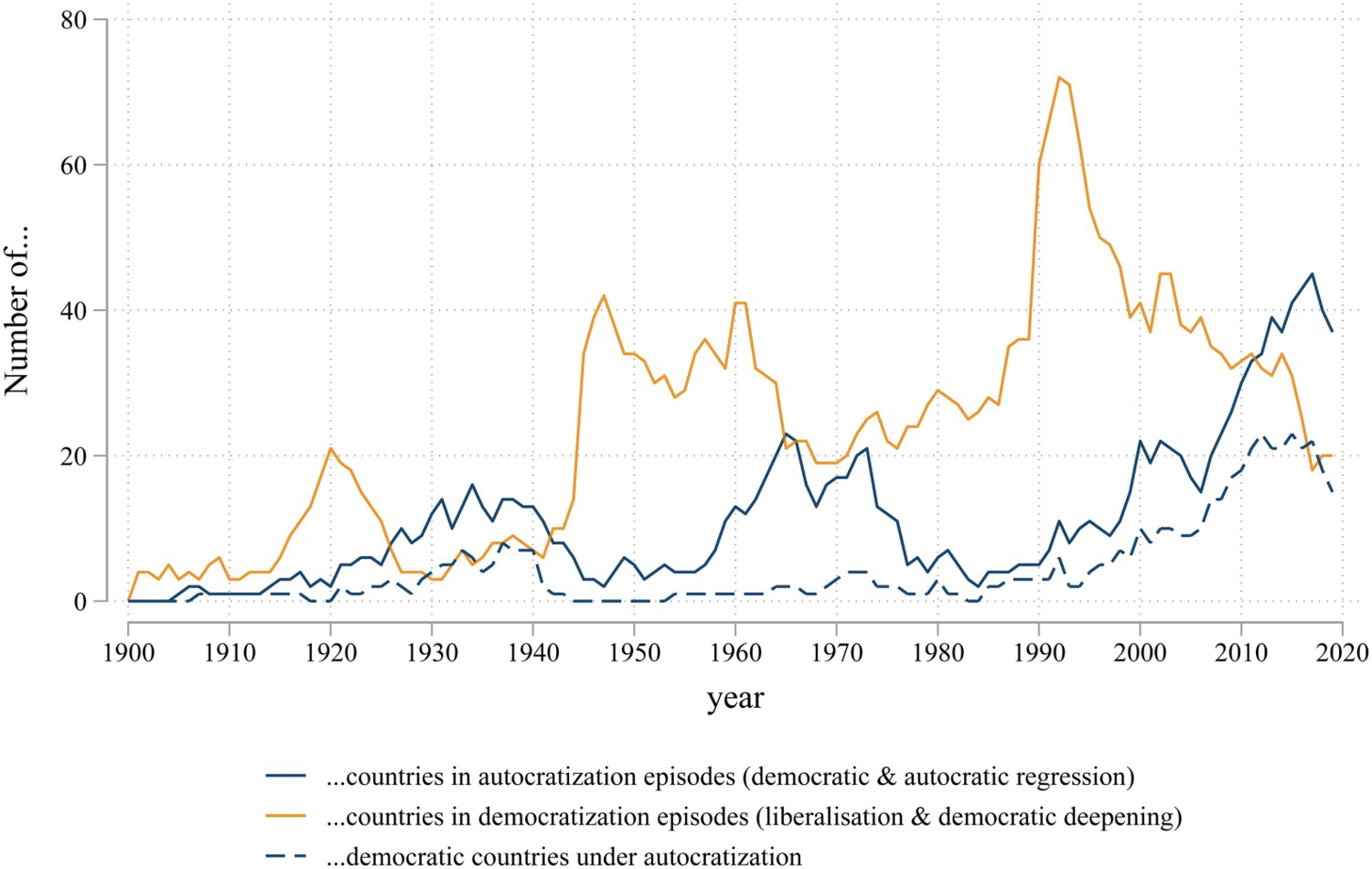
عدد البلدان التي تعاني من الاستبداد والديمقراطية

الانتقال الديمقراطي عبارة عن العمليات والتفاعلات المرتبطة بالانتقال أو التحول من صيغة نظام حكم غير ديمقراطي إلى صيغة نظام حكم ديمقراطي. يدل الانتقال الديمقراطي من الناحية النظرية على مرحلة وسيطة يقع في ثأثنائها تفكيك النظام غير الديمقراطي القديم أو انهياره، وبناء نظام ديمقراطي جديد. وعادة ما تشمل عملية الانتقال مختلف عناصر النظام السياسي مثل البنية الدستورية والقانونية، والمؤسسات والعمليات السياسية، وأنماط مشاركة المواطنين في العملية السياسية...إلخ. وبالإضافة إلى ذلك، فإن مرحلة الانتقال إلى الديمقراطية قد تشهد صراعات ومساومات وعمليات تفاوض بين الفاعلين السياسيين الرئيسيين.

## أمثلة
- دمقرطة التبت في المنفى منذ 1960.
- ميتابوليتفسي في اليونان في 1974، بين الديكتاتورية العسكرية ونهاية مملكة اليونان، حتى قيام الجمهورية اليونانية الثالثة.
- الانتقال الديمقراطي في تشيلي في 1990، بعد سقوط نظام بينوشيه.
- الانتقال الديمقراطي في إسبانيا في 1975، بين دولة إسبانيا تحت نظام فرانثيسكو فرانكو، حتى عودة النظام الملكي.
- الانتقال الديمقراطي في الأرجنتين في 1983.
- الانتقال الديمقراطي في الأوروغواي  في 1985، الذي أنهى مرحلة الديكتاتورية العسكرية المنتصبة منذ 1973.
- الانتقال الديمقراطي في جنوب أفريقيا بين 1990 و1993، الذي أنهى مرحلة الأبارتايد.
- الانتقال الديمقراطي في تونس منذ 2011 بعد الثورة التونسية.